# Folsomides yucatanicus
Folsomides yucatanicus är en urinsektsart som beskrevs av Kovàc och Palacios-Vargas 1996. Folsomides yucatanicus ingår i släktet Folsomides och familjen Isotomidae. Inga underarter finns listade i Catalogue of Life.